# Tillandsia 'Silver Comb'
Tillandsia 'Silver Comb' es un cultivar híbrido del género Tillandsia perteneciente a la familia Bromeliaceae.
Es un híbrido creado con las especies Tillandsia  tenuifolia × desconocido.